# Bell Gardens
Bell Gardens é uma cidade localizada no estado americano da Califórnia, no Condado de Los Angeles. Foi incorporada em 1 de agosto de 1961.

## Geografia
De acordo com o United States Census Bureau, a cidade tem uma área de 6,4 km², onde todos os 6,4 km² estão cobertos por terra.

### Localidades na vizinhança
O diagrama seguinte representa as localidades num raio de 8 km ao redor de Bell Gardens. 

## Demografia
Segundo o censo nacional de 2010, a sua população é de 42 072 habitantes e sua densidade populacional é de 6 603,29 hab/km². Possui 9 986 residências, que resulta em uma densidade de 1 567,32 residências/km².